# Conchita Ruiz

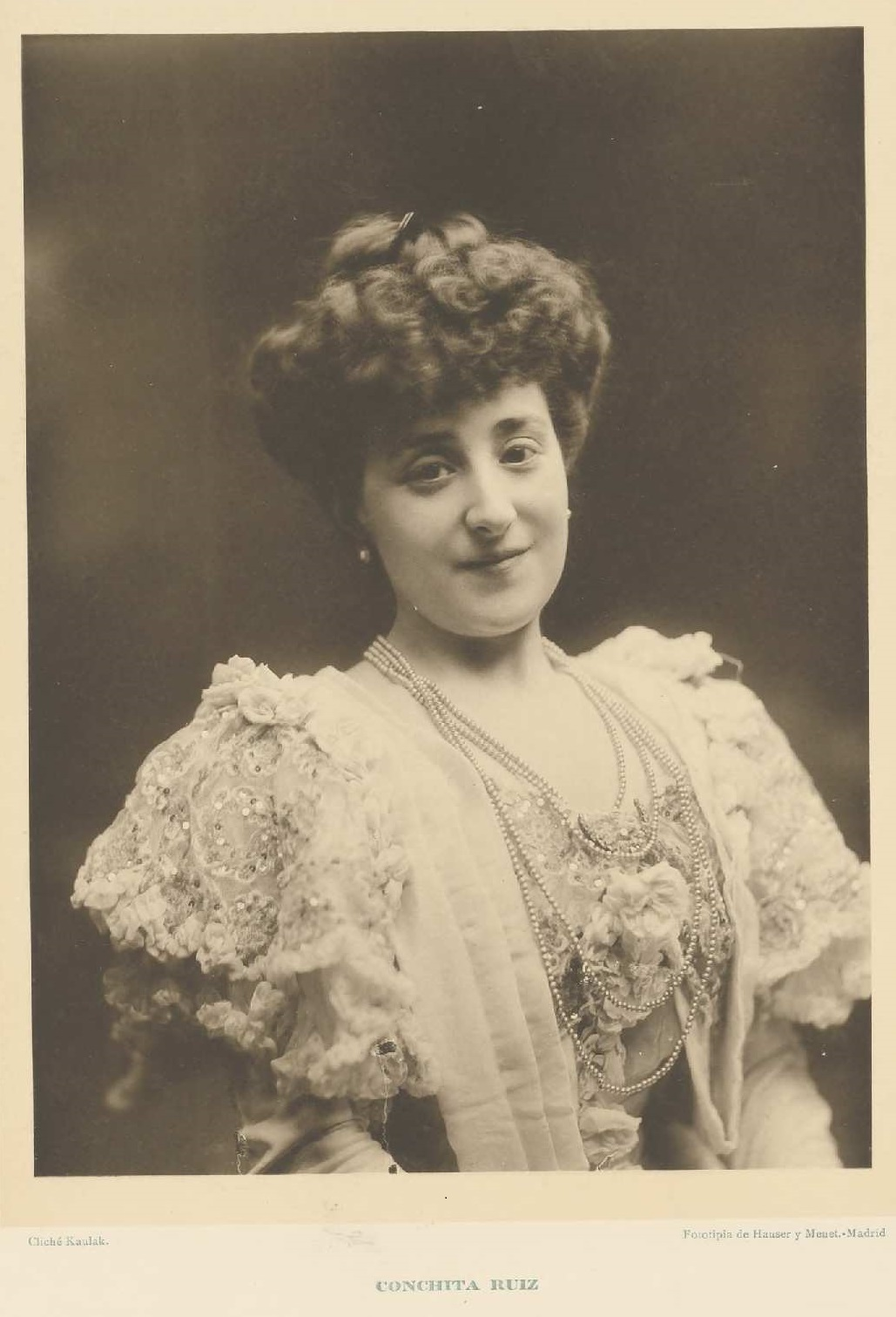
Conchita Ruiz, fotografía de Kâulak. Biblioteca Nacional de España

Concepción Ruiz (Burgos, 7 de diciembre de 1871-La Plata, 3 de octubre de 1951), conocida como Concha o Conchita Ruiz, fue una actriz teatral española.

## Biografía
Discípula de Teodora Lamadrid, a finales de 1889, apenas cumplidos los dieciocho años y recién salida del conservatorio, se presentó en Madrid patrocinada por Emilio Mario en el Teatro de la Comedia con El pilluelo de París, traducción de Juan Lombía, y Las tres de la tarde, lección dramática escrita por Miguel Echegaray. La reseña de su presentación en La España Artística destacaba de la joven actriz la «voz bien timbrada, maneras adecuadas al papel que representa [y] serenidad para disputar el aplauso». En 1892 era primera damita joven en la compañía de Emilio Mario que tenía su sede en la Comedia y como primera actriz a María Guerrero, de poca más edad que ella. En su correspondencia con Benito Pérez Galdós, en octubre de 1893, María Guerrero explicaba al escritor las razones que había tenido para rechazar el papel que se le había asignado en el estreno de El lazo roto, la nueva obra de Juan Antonio Cavestany, que aplazaba otros estrenos de Galdós y trastocaba los planes de la compañía:

se presenta Cavestany, lee su obra, les encanta, y sin contar conmigo se cambia el orden de los estrenos, se reparte la obra y me reparten a mi una señora de unos cuarenta años, con una hija de diez y siete que era la Conchita Ruiz.

De baja estatura y menuda de cuerpo, a Conchita Ruiz le venían bien los papeles de actriz ingenua como el de Santamona en Los condenados, papel escrito por Galdós pensando en ella, o el de Rufina en La de San Quintín, también de Galdós, obras ambas estrenadas en el Teatro de la Comedia en 1894, pero lastraron sus posibilidades dramáticas.

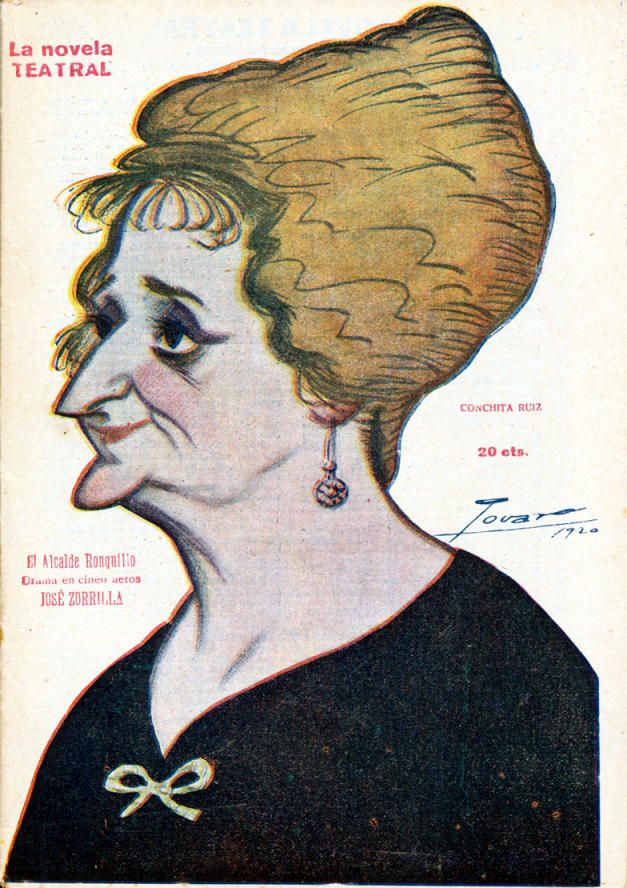
Caricatura de Conchita Ruiz por Tovar, La Novela Teatral, 18 de julio de 1920

Pasó más tarde como primera actriz al Teatro Lara, compañía encabezada por Leocadia Alba, con la que interpretó papeles como el de Marcela en Doña Clarines, comedia de los hermanos Álvarez Quintero. Con Leocadia Alba estrenó en el Lara otra comedia en dos actos de los Álvarez Quintero: La rima eterna, basada en una poesía de Gustavo Adolfo Bécquer. La función, que tenía por objeto recaudar fondos con destino a la erección de un monumento al poeta en Sevilla, logró un «éxito franco y ruidoso».
Su interpretación en el Teatro Lara del papel de Sor Juana de la Cruz en Canción de cuna, obra firmada por Gregorio Martínez Sierra y escrita por María de la O Lejárraga, fue calificada por Emilio Carrere con un solo adjetivo: «genial».
Volvió luego a la compañía de María Guerrero y su esposo Fernando Díaz de Mendoza, con la que estrenó en enero de 1912 Doña Desdenes, adaptación de una opereta austro-húngara de Manuel Linares Rivas en el Teatro de la Princesa, en el que la actriz se presentaba por primera vez y fue acogida con simpatía. En el mismo coliseo y en abril de ese mismo año participó en la función de estreno en beneficio de María Guerrero de Malvaloca, comedia de Serafín y Joaquín Álvarez Quintero, acogida también con buena aceptación por el público. Pero debieron ser estos los últimos éxitos destacables de su carrera, eclipsada a continuación.
En 1932 formaba parte de la compañía titular del Teatro Infanta Isabel, llamado por entonces María Isabel, con la que estrenó la comedia Mi distinguida familia de Enrique Suárez de Deza.
Falleció en La Plata, Argentina, a los 79 años, el 3 de octubre de 1951.